# オーレック
株式会社オーレックは、福岡県八女郡広川町に本社を置く農業機械メーカーである。車輪付小型草刈り機は国内シェア4割のトップ企業で、海外展開でもフランスの著名なワイン葡萄園に草刈機を輸出している。

## 概要

### 歴史
- 1948年（昭和23年）7月、大橋農機製作所を創業（三潴郡城島町六丁原）動力脱穀機・小型製縄機を制作開始。
- 1988年（昭和63年）7月 - 株式会社オーレックへ社名を変更。
- 2010年（平成22年）4月 - アメリカシアトルに現地法人「OREC AMERICA INC.」設立。
- 2016年（平成28年）
  - 4月29日 - 「第43回経営者賞」を受賞[8][9][10][11]。
  - 12月15日 - 水田除草作業機及び水田除草方法の特許申請[12][13][14][15]。

## 製品

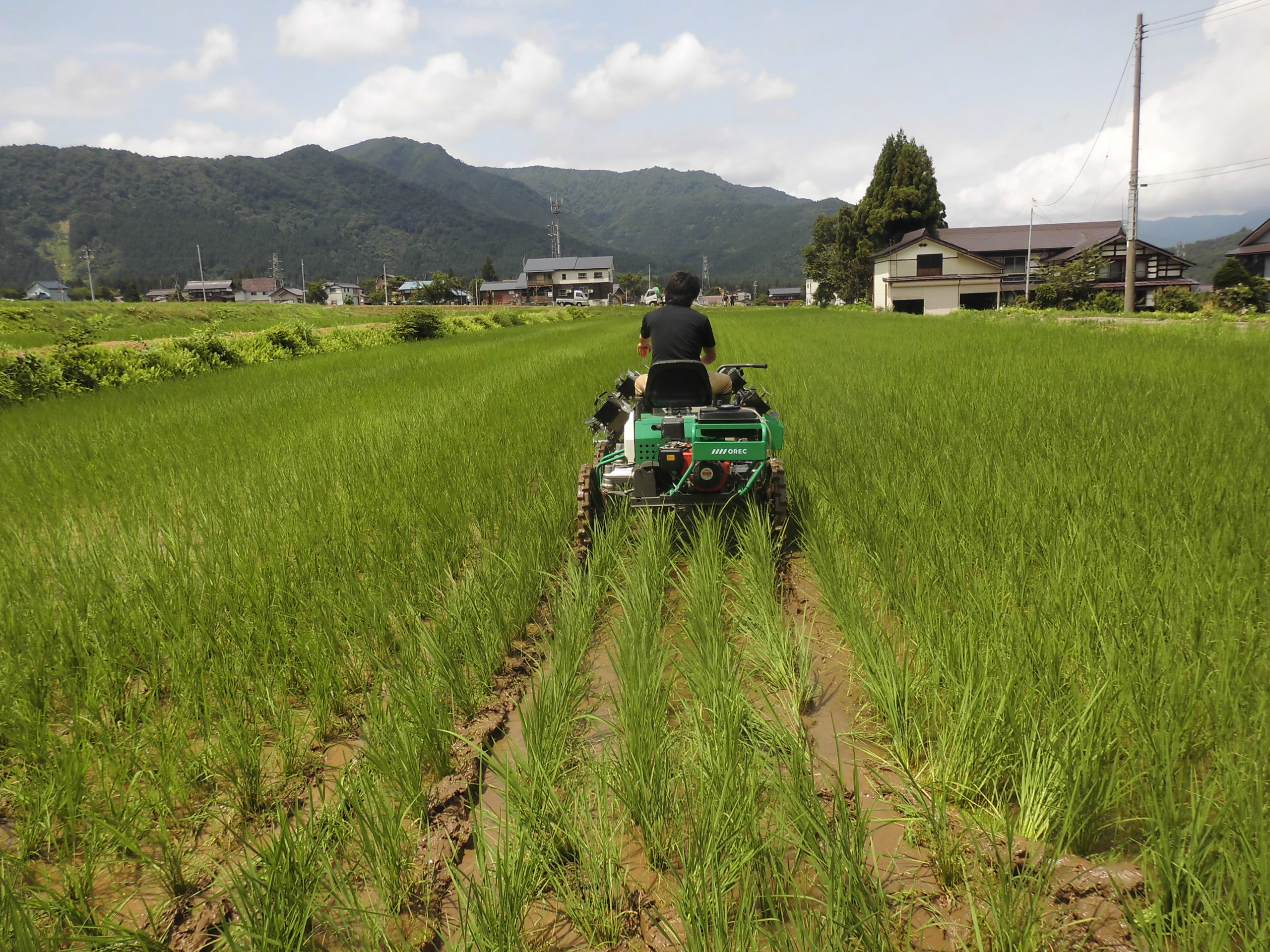
魚沼コシヒカリ圃場での乗用除草機の実演
南魚沼市姥沢新田 2017.7.12（新潟クボタ）

- 乗用水田除草機（多数回中耕除草増収効果[16][17][18]）（初年度限定30台・2018年販売開始[19]）
  - WEED MAN[20]
    - SJ600（6条）・SJ800（8条）
- 草刈機
  - SPIDER MOWER（斜面草刈機）
  - WING MOWER（あぜ草刈機）[21]
  - BULL MOWER（雑草刈機）
  - RABBIT MOWER（乗用草刈機）
  - WALKING MOWER（自走型刈払機）[22]
  - AUTO MOWER（雑草刈機）
  - GTEC MOWER（芝刈機）
  - COW MOWER（牧草モア）
- 管理機
  - BIRDIE（多目的利用型ティラー）
  - PICO（ミニ耕運機）
  - ACE ROTOR（小型管理機）
  - LAND SURF（ミニ運搬車）
- 除雪機
  - SNOW CLEAN

## 営業所
- 仙台営業グループ
  - 宮城県仙台市宮城野区岩切2-1-15
- 長野営業グループ
  - 長野県長野市赤沼1896-50
- 関東営業グループ
  - 埼玉県久喜市菖蒲町菖蒲6004-1
- 名古屋営業グループ
  - 愛知県一宮市平島1-1-16
- 岡山営業グループ
  - 岡山県岡山市北区田中123-104
- 福岡営業グループ
  - 福岡県八女郡広川町日吉548-22
- 鹿児島営業グループ
  - 鹿児島県霧島市溝辺町麓843-6